# 伊勒特里克米爾斯 (密西西比州)
伊勒特里克米爾斯（英語：Electric Mills）是位於美國密西西比州肯珀縣的非建制地區。

## 歷史
伊勒特里克米爾斯的郵局於1911年設立，其後於1985年停運。

## 地理
伊勒特里克米爾斯所處的海拔為高於海平面58米（即190英呎），而該地所採用的時區為UTC-6，即北美中部時區（CST）。同時該地設有夏令時間，為UTC-6調快一小時，即UTC-5（CDT）。